# Grizzly Bear

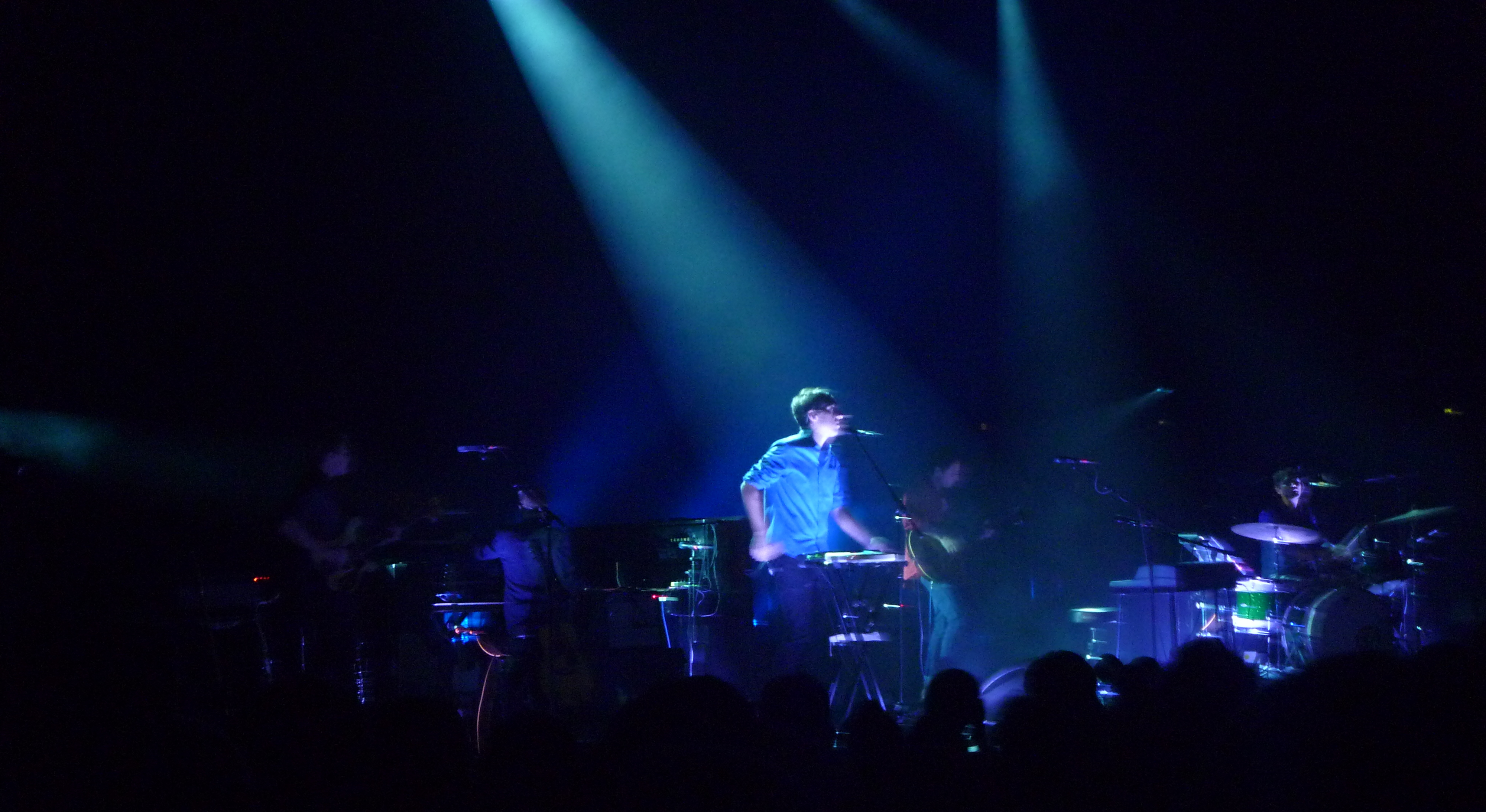
Grizzly Bear (2012)

Grizzly Bear (en español: El Oso Grizzly) es una banda del Indie rock, proveniente de Brooklyn, Nueva York, Estados Unidos formada en 2004 por Edward Droste, Daniel Rossen, Chris Taylor y Christopher Bear. Emplean instrumentos electrónicos y tradicionales para alcanzar un sonido que ha sido catalogado como pop psicodélico, folk rock y rock experimental, dominado por el uso de armonías vocales. Es uno de los pocos grupos no electrónicos fichado por Warp Records.

## Historia
El nombre de la banda, Grizzly Bear, comenzó como un apodo a la música del cantautor, Ed Droste, que, en los comienzos de los años 2000, comenzó el proyecto en solitario. 
Horn of Plenty es el álbum debut de Grizzly Bear, el álbum contiene una multitud de sonidos y variadas voces. En este álbum se reconoce mucho el esfuerzo de Ed Droste, quien escribió todas las canciones. La revista Rolling Stone escribió acerca del primer álbum de la banda “La fuerza de la atmosfera tan pura de las canciones es más que suficiente para hipnotizar”. En el 2005, la banda rehízo el álbum con un disco adicional de mezclas por Solex, Dr. Cuerpo de The Double, Castanets, Final Fantasy, The Soft, Pink Truth, Dntel y otros más. Durante la creación de este álbum se integró Daniel Rossen.
Yellow House es el primer álbum de la banda con el integrante Daniel Rossen, el material de este álbum está escrito por Rossen. Yellow House fue realizado bajo la firma de Warp Records en septiembre de 2006. El nombre del álbum surgió de la casa en donde fue grabado que era la casa de la Madre de Ed Droste. El álbum fue clasificado como uno de los mejores álbumes del 2006 por el New York Times y el Pitchfork Media.
En noviembre de 2007, la banda realizó un EP titulado Friend con el sello Warp Records, con colaboraciones de miembros de Dirty Projectors y Beirut, y versiones de canciones de Grizzly Bear por Cansei de Ser Sexy, Atlas Sound y Band of Horses.
Algunos de los conciertos y festivales musicales notables en los que la banda se ha presentado han sido, el Coachella Music Festival (Indio, California, 29 de abril de 2007); el Sasquatch Music Festival (George, Washington, 26 de mayo de 2007); el Roskilde Festival(Roskilde, Denmark, 7 de julio de 2007); y el Pitchfork Music Festival(Chicago, 14 de julio de 2007). En marzo de 2008, la banda tocó en el Walt Disney Concert Hall, en los Ángeles con la filarmónica de Los Ángeles. Grizzly Bear ha estado de gira con Feist, en abril de 2008 Paul Simon le pidió a la banda que tocara con el durante cinco noches, la banda ha trabajado con el multinstrumentista Paul Duncan de Warm Ghost. En el verano del 2008, Grizzly Bear abrió un concierto para Radiohead. En Toronto en el último concierto del tour con Radiohead, el guitarrista de Radiohead Jonny Greenwood hablo sobre cuanto apreciaba a la banda Grizzly Bear llamándola su banda favorita. Sobre la experiencia Taylor, integrante de la banda Grizzly Bear dijo: “Fue impactante, e increíble. Aun sigue siendo increíble, abrir para Radiohead fue un gran honor para nosotros, como banda y como personas individuales. Todos hemos tenido relaciones de largo plazo con la música de Radiohead, así que no queríamos desaprovechar esta gran oportunidad y tratamos de hacer lo mejor que pudimos” Christopher también comento que  “Fue como un sueño”. También tocaron en el 2008 en el Lollapalooza Music Festival en Chicago y en el 2009 tocaron en el Bonnaroo Music Festival.
Veckatimest. La banda se inspiró en una isla deshabitada en Cape Cod para la creación de este álbum. El álbum alcanzó el #8 en los EE. UU. Billboards 200 chart.

### Influencias
Las influencias del grupo son: TV on the Radio, Beach House, Efterklang, Deerhunter, Radiohead, Nico Muhly, Cansei de Ser Sexy, Papercuts, Final Fantasy, Dirty Projectors, Beirut y Leslie Feist.

## Discografía

### Álbumes de estudio
- Horn of Plenty (2004).
- Yellow House (2006).
- Veckatimest (2009).
- Shields (2012).
- Painted ruins (2017)

### EP
- Sorry for the Delay (2006).
- Friend (2007).

### Otros
- Horn of Plenty (The Remixes) (2005).
- "Slow Life" junto a Victoria Legrand (2009) para la banda sonora de The Twilight Saga: New Moon.
- "Blackcurrant Jam" que apareció en Worried Noodles, publicado por TOMLAB en octubre de 2007.
- "Don't Ask" de Horn of Plenty en un 7" de Tomlab Records.

### Sencillos
- "On a Neck, On a Spit" (2006).
- "Knife" (2007).
- "Live On KCRW" (2009).
- "Two Weeks" (2009).
- "While You Wait for the Others" (2009).
- "Cheerleader" (2009).
- "Sleeping Ute" (2012).
- "Yet Again" (2012).

## Miembros
- Edward Droste, voz principal, guitarra, omnichord, teclado.
- Daniel Rossen, voz secundaria, guitarra, banjo, teclados.
- Chris Taylor, coros, bajo, varios instrumentos, productor.
- Christopher Bear, coros, batería, glockenspiel.